# Smithfield (Rhode Island)
Smithfield ist eine Stadt im Providence County, Rhode Island, Vereinigte Staaten und umfasst die historischen Dörfer Esmond, Georgiaville, Mountaindale, Hanton City und Greenville. Das U.S. Census Bureau hat bei der Volkszählung 2020 eine Einwohnerzahl von 22.118 ermittelt.

## Geschichte
Smithfield war seit dem 17. Jahrhundert bewohnt. Es hat seinen Namen von John Smith, einem Müller, der zu den ersten sechs Männern gehörte, die unter der Leitung von Roger Williams die erste Siedlung (Providence) auf Rhode Island gründeten. Die Ortschaft entwickelte sich nur langsam, nur wenige wagten sich weg von den Feldern in die Outlands. Noch lebten diese Trapper in Einklang mit den Indianern vom Wampanoag-Stamm. Dies änderte sich durch den King Philip’s War. Die Indianer waren besiegt worden; dafür stand jetzt den Weißen eine große Siedlungsfläche zur Verfügung.
Das Jahr 1731 gilt als offizielles Gründungsjahr der Stadt, als sich der Ort von Providence ablöste und selbständig wurde. Der Ort umfasste 73 Quadratmeilen und eine Bevölkerung von weniger als 500 Personen. Kurz nach der Gründung begann man mit dem Ausbau der Straßen, was für die Wirtschaft des nach wie vor von Landwirtschaft geprägten Ortes wichtig war. Smithfield hatte einen großen Anteil an Quäkern in der Bevölkerung, die sich gegen Krieg und Sklaverei aussprachen. Ganz Rhode Island war von der Idee des amerikanischen Staatenbundes nicht überzeugt und der Bundesstaat war der letzte, der sich dazu entschließen konnte, die Verfassung der Vereinigten Staaten zu ratifizieren.
Im 19. Jahrhundert setzte sich die Industrialisierung durch und verdrängte die Landwirtschaft als Haupterwerbszweig. Zwischen 1800 und 1900 stieg die Bevölkerungszahl um mehr als das Vierfache. Hauptantriebskraft für die Industrie war die hier reichlich vorhandene Wasserkraft. Mitte des 19. Jahrhunderts war Smithfield zum Zentrum der Baumwollindustrie auf Rhode Island geworden. Charakteristisch wurden die sogenannten Fabrikdörfer, die sich um die von der Wasserkraft angetriebenen Fabriken herum bildeten. Um die Fabriken entstanden Wohnhäuser für die Arbeiter, Läden und weitere Einrichtungen, die allesamt den Fabrikbesitzern gehörten, aber die Dörfer weitgehend selbständig werden ließen. Bereits früh setzten sich jedoch soziale Gedanken durch und auch die Fabrikbesitzer wehrten sich gegen Sklaverei und Ausbeutung der Arbeitskräfte.
Wegen verschiedener kultureller Differenzen wurde das alte Smithfield 1871 aufgeteilt. Smithfield, North Smithfield und Lincoln, das später nochmals geteilt wurde, entstanden auf dem alten Ortsgebiet. Der Ort umfasste nun 27,8 Quadratmeilen, 1,1 Quadratmeilen davon waren Wasserwege. 2605 Personen wohnten noch in dem Ort, ein Bevölkerungsverlust von 84 %. Jedoch gehörten der größte Teil der Verkehrsinfrastruktur und vier wichtige Fabriken zum neuen Smithfield.
In den 1920er-Jahren war der Ku-Klux-Klan in der Gegend aktiv und KKK-Kundgebungen fanden in der Stadt statt.
Als neues Standbein der Wirtschaft im neuen Smithfield etablierte sich bald der Obstbau. Die Ortschaft wurde unter dem Übernahmen Apple Valley bekannt. Die Textilindustrie verlor spätestens nach 1930 stetig an Bedeutung, dafür traten andere, diversifiziertere Wirtschaftsbetriebe in die Bresche. Zwischen 1950 und 2010 ist die Bevölkerung von 6.690 auf 21.430 gestiegen.

## Demographie
Zum Zeitpunkt des United States Census 2000 bewohnten Smithfield 20.613 Personen; es wurden 7194 Haushalte und 4992 Familien gezählt. Die Bevölkerungsdichte betrug 299 Personen pro km². Es gab 7396 Wohneinheiten, durchschnittlich 107 pro km². Ethnisch betrachtet setzte sich die Bevölkerung Smithfields zusammen aus 97,35 % Weißen, 0,80 % Afroamerikanern, 0,12 % amerikanischen Ureinwohnern, 0,89 % Asianten, 0,01 % Bewohnern aus dem pazifischen Inselraum und 0,13 % aus anderen ethnischen Gruppen; 0,70 % gaben die Abstammung von mehreren Ethnien an. 0,93 % waren spanischer oder lateinamerikanischer Abstammung.
Von den 7194 Haushalten hatten 29,6 % Kinder oder Jugendliche, die mit ihnen zusammen lebten. 57,9 % waren verheiratete, zusammenlebende Paare, 8,5 % waren allein erziehende Mütter und 30,6 % bildeten keine Familien. 26,8 % waren Singlehaushalte und in 12,9 % aller Haushalte lebte jemand im Alter von 65 Jahren oder mehr alleine. Die durchschnittliche Haushaltsgröße betrug 2,47 und die durchschnittliche Familiengröße 3,02 Personen.
Die Bevölkerung verteilte sich auf 19,5 % Minderjährige, 15,2 % 18–24-Jährige, 25,4 % 25–44-Jährige, 23,3 % 45–64-Jährige und 16,6 % im Alter von 65 Jahren oder mehr. Das Durchschnittsalter betrug 39 Jahre. Auf jeweils 100 Frauen entfielen 95 Männer. Bei den über 18-Jährigen entfielen auf 100 Frauen 91,4 Männer.
Das mittlere Haushaltseinkommen in Smithfield betrug 55.621 US-Dollar und das mittlere Familieneinkommen erreichte die Höhe von 66.320 US-Dollar. Das Durchschnittseinkommen der Männer betrug 45.946 US-Dollar, das der Frauen 31.981 US-Dollar. Das Pro-Kopf-Einkommen belief sich auf 23.224 US-Dollar. 4,3 % der Bevölkerung und 2,8 % der Familien hatten ein Einkommen unterhalb der Armutsgrenze, davon waren 3,9 % der Minderjährigen und 9,6 % der Altersgruppe 65 Jahre und mehr betroffen.

## Söhne und Töchter der Stadt
- Peleg Arnold (1751–1820), Jurist und Politiker
- Walter Russell Stiness (1854–1924), Jurist und Politiker
- Gina Raimondo (* 1971), Politikerin, Gouverneurin von Rhode Island